# 米尔扎奥利姆·易卜拉欣莫夫
米尔扎奥利姆·易卜拉欣莫维奇·易卜拉欣莫夫（俄语：Мирзаолим Ибрагимович Ибрагимов，1928年5月10日—2014年8月21日），乌兹别克族，苏联党和国家领导人。曾任乌兹别克共青团中央第一书记、费尔干纳州州长、乌兹别克苏维埃社会主义共和国轧棉机产业部长、乌共纳曼干州委第一书记、乌兹别克苏维埃社会主义共和国文体委员会主席、乌兹别克苏维埃社会主义共和国最高苏维埃主席团主席、最高苏维埃主席等职务。

## 生平
- 1928年5月10日出生于费尔干纳州扬吉库尔干区扎尔肯特村的一个农民家庭。
- 1943年-1949年，纳曼干州扬吉库尔干区学校教师。1948年加入联共（布）。
- 1949年-1952年，共青团纳曼干州扬吉库尔干区会第一书记；共青团纳曼干州委第一书记。1951年毕业于费尔干纳教育学院。
- 1952年-1958年4月，乌兹别克共青团中央书记。
- 1958年4月-1963年2月，乌兹别克共青团中央第一书记。
- 1963年1月-1964年12月，乌共费尔干纳州农村区委第二书记。
- 1964年12月-1968年，费尔干纳州长。
- 1968年-1973年2月，乌兹别克苏维埃社会主义共和国轧棉机产业部长。1972年毕业于塔什干国民经济学院。
- 1973年2月-1976年1月，乌共纳曼干州委第一书记。
- 1976年-1988年，乌兹别克苏维埃社会主义共和国文体委员会主席。他大力支持塔什干棉农足球俱乐部和乌兹别克体育事业的发展。
- 1988年-1989年3月，乌兹别克苏维埃社会主义共和国部长会议驻苏联部长会议主席代表。
- 1989年3月-1990年3月，乌兹别克苏维埃社会主义共和国最高苏维埃主席团主席。
- 1990年3月-1991年6月，乌兹别克苏维埃社会主义共和国最高苏维埃主席。
- 1991年6月因病辞职。
- 2014年9月21日于塔什干逝世，享年86岁。

易卜拉欣莫夫是苏共21-23大代表；第6届苏联最高苏维埃联盟院代表，第9届苏联最高苏维埃民族院代表；第5、7-11届乌兹别克苏维埃社会主义共和国最高苏维埃代表。

## 荣誉
- 列宁勋章
- 十月革命勋章
- 两次劳动红旗勋章
- 各民族人民友谊勋章
- 荣誉勋章